# Живот у изолацији у окупираној Србији
Живот у изолацији у окупираној Србији провео је један број припадника српског грађанства који је из неколоко разлога био принуђен да тешку ратну свакодневицу Другог светског рата проживи на овај начин. Што због специфичних проблема, што због одређених специфичности, живот у изолацији разликовао се од праксе ратне свакодневице уобичајене за већину становника Србије.
Живот је садржајно био, врло сведен, и лишен готово сваке друштвене активности, а с друге, био врло драматичан, кроз принудну самоизолацију и наметнуту изолацију. Први је представљао живот грађана у склоништима (свакодневицу склоништа), док је други обухватао живот у затворима (затворску или заточеничку свакодневицу). У оба случаја реч је о грађанима и њиховим породицама којима је била тешко угрожена лична безбедност, па самим тим и свакодневни живот.
У извесном броју случајева живот у изолацији је трајао и готово читаву окупацију. Осим тога, живот у склоништима могао је, ако је нарушен, да буде замењена неповољнијим искуством свакодневице у затворима, са неизвесним исходом по живот.

## Услови који су наметали становништву Србије живот у изолацији
Већ од првих дана окупације Србије у Другом светском рату над њеним народом успостављен је сложен систем немачке војно-окупационе управе, који је радикално мењао како њихов живот и непосредно окружење, тако и читаво српско друштво. Тај систем требало је да преко својих разгранатих установа, које су често биле међусобно и
сукобљене, обезбеди ред и мир, руководи целокупном окупационом управом, организује, усмерава и надзире рад домаће цивилне власти, контролише привредне и индустријски важне објекте, саобраћајне комуникације, градове, живот и рад грађана и уопште целокупног становништва Србије.
У таквим условима, а у циљу покушаја сламања било каквог отпора становништва Србије према окупационој власти, немци и колаборационисти, предузимају рације, одмазде, масовна стрељања. Одвођења у логоре као видови застрашивања, кажњавања и покоравања били су током свих година окупације свакодневица српских градова и њихових становника, па према томе и српских грађанских слојева. Српско грађанство се у исто време сусрело с масовним егзодусом и физичким истребљењем дела свог националног корпуса. Не сме се изгубити из вида и не тако бројна али у корпусу српског грађанства значајна група Јевреја. Она је преко окупационих закона била стављена под посебан режим и доведена до ивице истребљења (принудни рад, одузимање имовине, увођење контрибуције, депортовање у концентрационе логоре и убијање су најчешћи облици репресивне политике).
Са сломом југословенске државе и окупацијом Србије наступило је за српско становништво, време урушавања старог грађанског поретка, његових институција и вредности, демографска, егзистенцијална и морална драма, страдање, борба за опстанак и слободу и српског становништва и српског народа.... Српско становништво се већ на почетку окупације осуло; известан број грађана је страдао, док је један пoприличан број завршио у изолацији у склоништима, затворима, логорима, ратном заробљеништву. Из састава становништва Србије издвојиле су се друге етничке групе, било њиховим отвореним стављањем на страну Немачке (колаборационисти), било њиховим уништавањем (Јевреји, Роми, припадници НОП-а).

## Живот у склоништима
У овом случају грађани су морали да изаберу живот у склоништу не би ли склонили од потера власти и сачували живот. Он није био специфичност Србије већ се јављао свуда у Европи у току Другог светског рата. Живот у склоништима, био је скоро свакодневица у окупираној Србији, почео је практично већ од првих дана окупације. На њега су били приморани сви они становници Србије који су били угрожени мерама окупационе политике. Пре свега грађани јеврејског порекла, грађани који су били антиокупаторски расположени, као и припадници покрета отпора. Првобитно, осим можда грађана јеврејског порекла, нико од њих није имао намеру да скривање у склоништима постане свакодневна пракса живота под окупацијом. Заправо, најчешће се дешавало да скривање, као и сам живот, у склоништу трају неко краће време док не прође непосредна опасност од потера власти и док се не стекну услови да грађани, међу којима је било и Јевреја, напусте склониште и оду у партизанске јединице на терен.
Тако је, на пример, неколико истакнутих припадника комунистичког покрета упознало живот склоништа док су се скривали у кући Марка Анафа у Београду. Краће време ту су
боравили Милован Ђилас, Спасенија Бабовић, Благоје Нешковић и други, а нешто дуже, око три месеца, и Иван Рибар.
 Боравак неколико година у једном простору, приморавао је на одређени тип функционисања и понашања, али и утицао на духовни, психофизички и емотивни живот и сл. 
Одавно је у психологији познато да, без обзира на спољне опасности, дуг боравак у затвореном простору, принудна непокретност, стално провођење времена и међусобна упућеност особа могу да покрену и снажна неслагања, расправе и свађе.

### Услови од којих је зависио живот у склоништима
Живот у склоништима најчешће је зависио од других, који су помагали њеном одржању и који су могли да живе уобичајеним ритмом живота за те услове. Они су били и веза са спољним светом. Али, зависила је и од понашања и прилагођавања осталих учесника који су живели у изолацији.
Да би нека особа опстала у склоништима, то је захтевало брутално раскидање с ранијим навикама и прилагођавање новом режиму живљења. И били принуђени да често мењају склоништа, као и средине. То значи да су били у једном готово сталном покрету, приликом којег су сусретали разне и различите људе, разговарали, а неретко и радили да би се прехранили и слично.
Један од главних услова који је морао да се испуни била је брига за безбедност. Она је одређивала све активности. Ниједним неопрезним поступањем није се смела довести у питање његова тајност, јер би тада и живот свих учесника у склоништа био доведен у опасност.
Међутим, кључни елемент опстанка живота у склоништу је ипак солидарност, односно међусобна спремност свих учесника да подрже његово очување. Најчешће су је пружали чланови уже и шире породице, а учествовали су и пријатељи, суседи и познаници, као и антиокупаторски расположени појединци и групе.
У дужим или краћим периодима овај вид изолације успевао је да оствари своју намену, а то је да обезбеди физички опстанак угроженим категоријама припадника српског грађанства, посебно грађанима јеврејског порекла.

## Живот у затворима и логорима
У овом случају, после хапшења, грађани су смештани у затвор или логор као друштвено и политички опасни. У односу на живот у склоништима, боравак у затворима и логорима је битно различита. Она је још сведенија и још неповољнија у односу на свакодневицу коју су проводили грађани у склоништима. Овај облик изолације упознали су многи припадници грађанства који су се противили новоуспостављеном окупацијском поретку или су схваћени као опасни за њега.
Овај вид изолације просторно је био ограничен, сведен на заточеничку собу. Она није нудила, попут живота у склоништу, грађанским припадницима осећање привидне безбедности и релативне удобности. Био је то непријатан боравак, тежак и испуњен борбом за голи физички опстанак. А кроз тај живот у изолацији, провели су припадници српског грађанства, нпр. само у логору Бањица од њих 23.288 колико је прошло кроз логор, искусило је око 40% грађана. А затвора и логора широм Србије било је много, у сваком већем градском центру, а у некима и више њих, као у Београду. Поред главних у Београду, Нишу и Шапцу, било је и других мањих логора у, на пример, Крагујевцу или Крушевцу.
Нова заточеничка свакодневица нудила нове и тешке проблеме и изазове и тражила прилагођавања. А од брзине прилагођавања зависио је и сам живот. У већини случајева заточеници су спавали на голом поду или на даскама постављеним дуж зидова. Пратила их је стална глад, јер је логорска или затворска храна била лоша и недовољна (парче проје од буђавог брашна за доручак и слаба и неукусна чорба за ручак). Нису били од веће помоћи ни пакети које су слале породице, јер су претходно при прегледу од затворске управе пљачкани.
Осим наведених искушења, у тој дуготрајној затворености на малом простору са много људи и много слободног времена, грађанима није било дозвољено да воде било какве политичке разговоре, да певају а ни да бучније испољавају своје емоције. Они нису смели да поседују књиге и новине и да их читају, као ни да држе хартију и писаћи прибор и сл. То је требало да заточенике, исцрпе и сломи, не само физички, већ и психички и духовно.
Али, физичка изолација није значила и духовну изолацију, јер дух није било могуће укротити. То су показали на разне начине и грађански припадници разних политичких и идејних оријентација супротстављајући се непрекидном сивилу заточеничке свакодневице. Неки су, и поред забране, дискутовали о политичким темама, држали предавања, рецитовали стихове, приређивали скечеве, превали песме, држали курсеве језика, учили језике, учествовали у кружоцима, али и играли шах, карте, домине и сл.